# 埃尔米奥尼扎
埃尔米奥尼扎（希臘語：Ερμιονίδα）是希腊伯罗奔尼撒大区阿尔戈利斯专区的市镇，行政中心为克拉尼季镇。市镇面积为421平方公里，2021年人口数量为13,567人。
此市镇设立于2011年地方政府改革中，由原两个市镇（埃尔米奥尼和克拉尼季）合并而成，原市镇则成为此市镇的两个市区。